# Triomma malaccensis
Triomma malaccensis är en tvåhjärtbladig växtart som beskrevs av Joseph Dalton Hooker. Triomma malaccensis ingår i släktet Triomma och familjen Burseraceae. Inga underarter finns listade i Catalogue of Life.